# Take It Back
«Take It Back» és una cançó del grup britànic de rock progressiu Pink Floyd, i setè títol de l'àlbum The Division Bell, de 1994. També va ser llançat com a senzill el 16 de maig de 1994, el primer de l'àlbum, i el primer de Pink Floyd en set anys. La música de la cançó va ser escrita pel guitarrista David Gilmour i el coproductor de l'àlbum Bob Ezrin, amb lletra de Gilmour, la seva dona Polly Samson i Nick Laird-Clowes.

## Equipament
El guitarrista David Gilmour va utilitzar un E-bow en una guitarra acústica Gibson J-200 que es processa a través d'una caixa d'efectes Zoom, que després s'injecta directament a la taula de so.
La lletra inclou una lectura comuna britànica de la cançó infantil «Ring a Ring o' Roses» durant la seva secció instrumental.

## Membres
- David Gilmour - veu, Fender Stratocaster, Gibson acoustic
- Richard Wright - teclats
- Nick Mason - bateria, percussió
- Guy Pratt - baix
- Tim Renwick - guitarra
- Jon Carin - programming
- Sam Brown, Durga McBroom et Carol Kenyon - cors